# Rijksmuseum Amsterdam

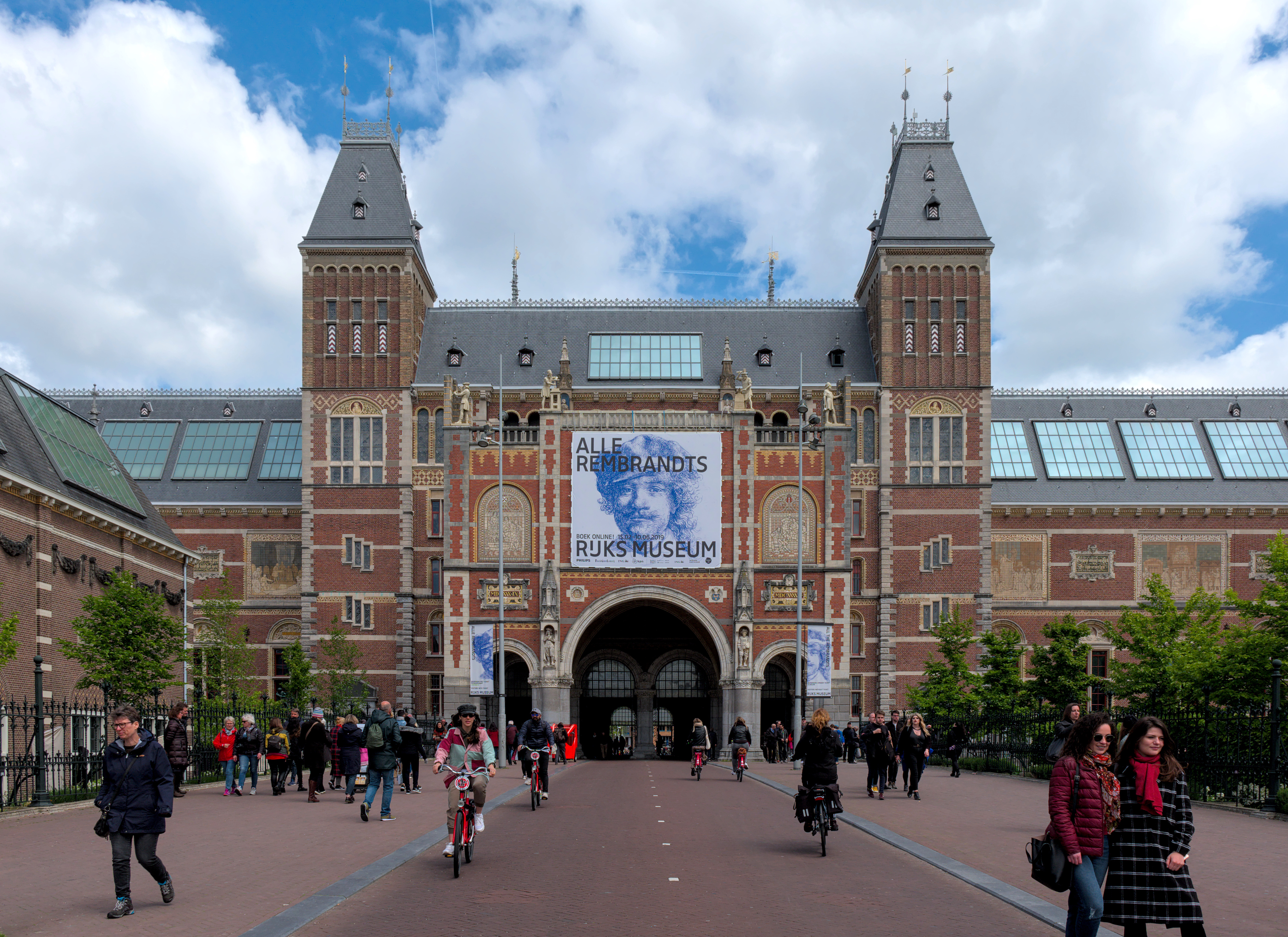
Das Rijksmuseum Amsterdam, Ansicht vom Museumplein (2019)

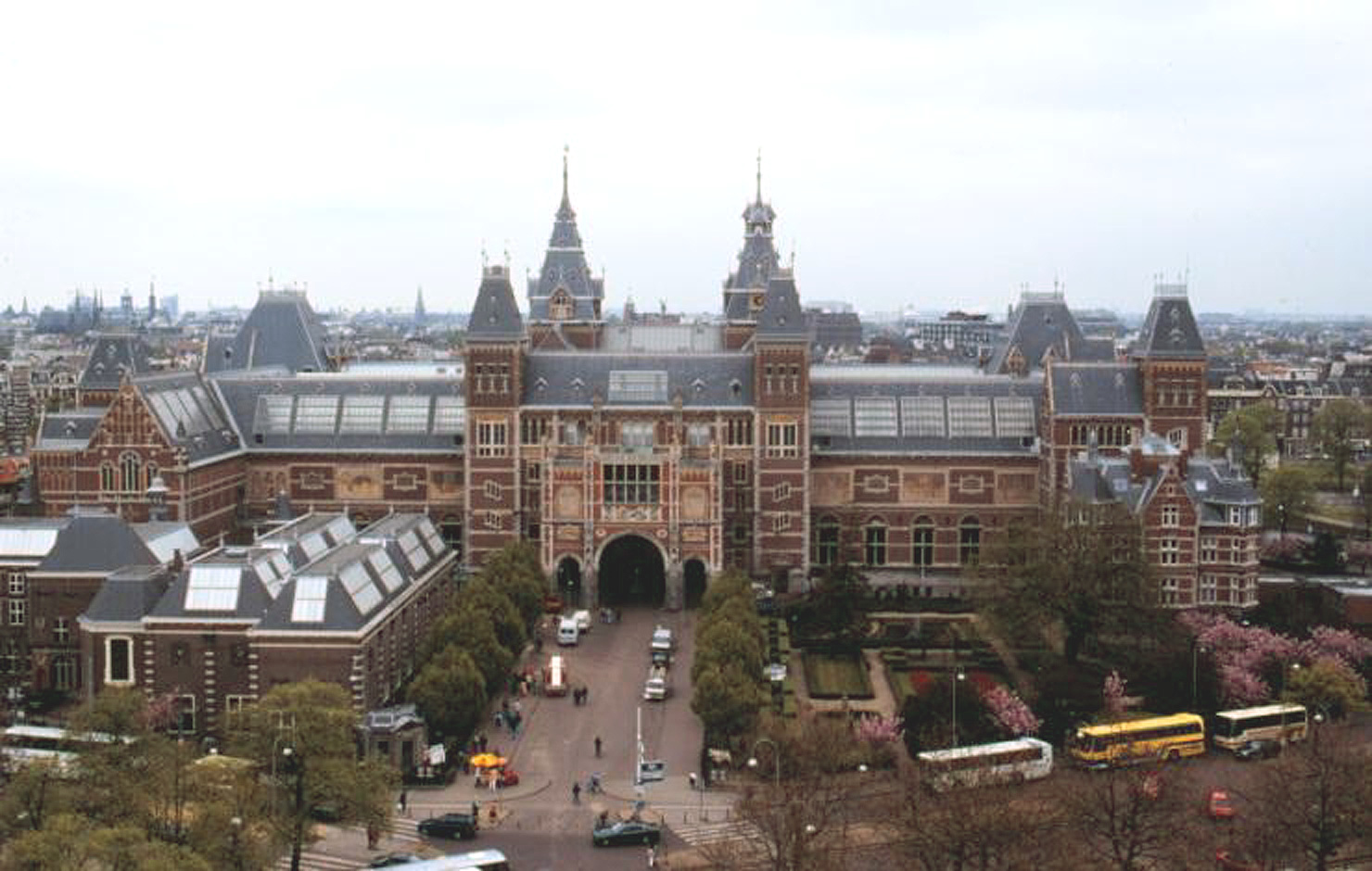
Rijksmuseum Amsterdam, Ansicht vom Museumplein (2007)

Das Rijksmuseum Amsterdam [ˈrɛi̯ksmyˌzeːjʏm] (deutsch Reichsmuseum Amsterdam) ist ein niederländisches Nationalmuseum am Museumplein im Amsterdamer Stadtteil Oud-Zuid im Stadtbezirk Amsterdam-Zuid – es ist den Künsten, dem Handwerk und der Geschichte gewidmet. Dabei verwahrt es eine große Sammlung der Malerei aus dem Goldenen Zeitalter der Niederlande und eine umfassende Sammlung asiatischer Kunstobjekte sowie Artefakte zur niederländischen Geschichte. Mit ca. 8.000 gezeigten Exponaten wurde es zum Rijksmonument erklärt. 2015 wurde das Rijksmuseum als Europäisches Museum des Jahres ausgezeichnet.
2014 zählte es rund 2,2 Millionen Besucher.

## Geschichte

### Gründung

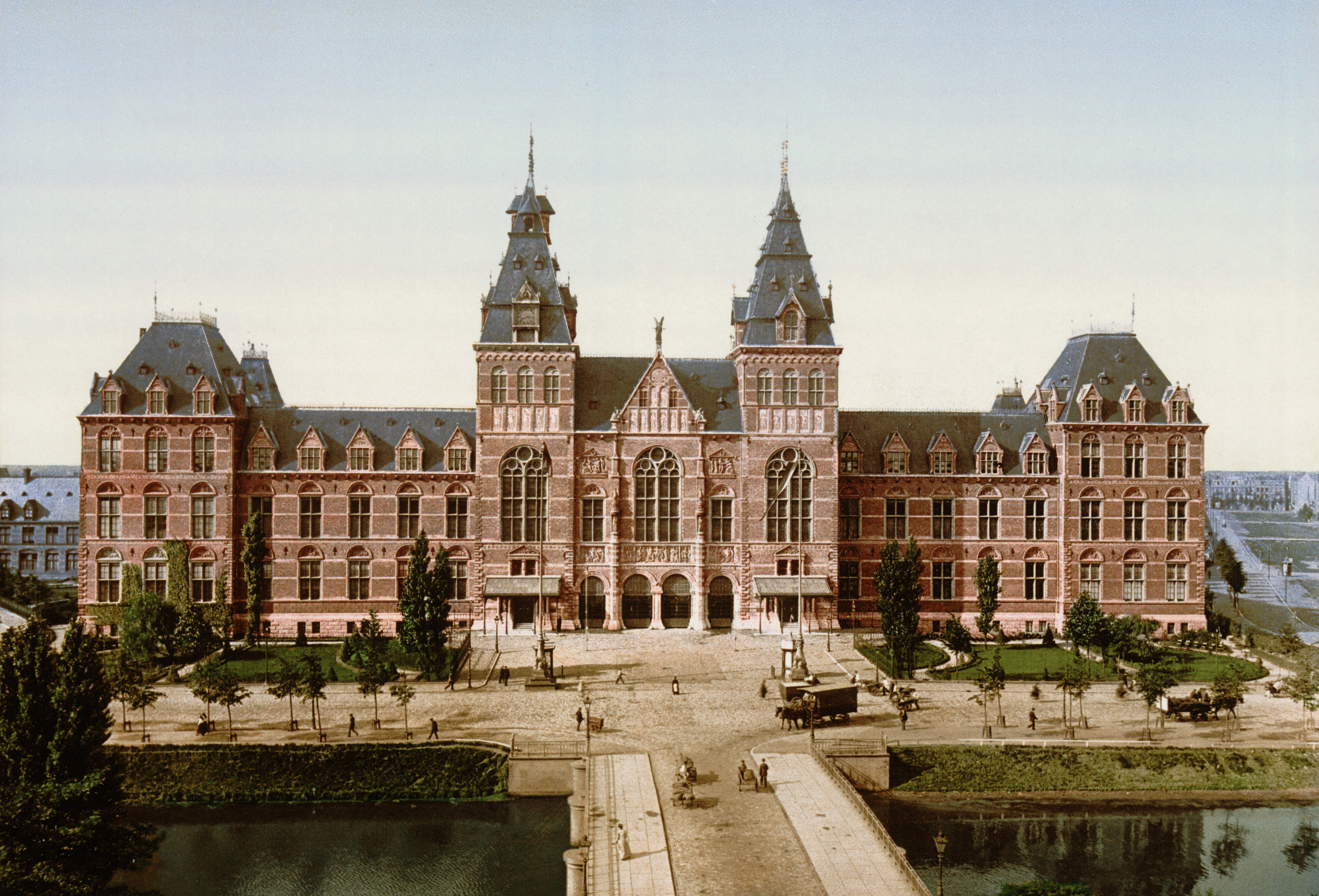
Rijksmuseum auf einem Photochromdruck um 1895

Das Museum wurde 1800 in Den Haag gegründet, um die Sammlungen der niederländischen Statthalter auszustellen. Die Gründung war von den französischen Vorbildern der Ära inspiriert.
Das Museum war zunächst unter dem Namen Nationale Kunst-Gallerij (Nationale Kunstgalerie) bekannt. Die Einrichtung wurde schließlich auf Befehl des Königs Louis Bonaparte nach Amsterdam gebracht. Zu dieser Zeit gelangten auch die Gemälde der Stadt Amsterdam in die Sammlung; berühmtestes Beispiel ist Die Nachtwache von Rembrandt van Rijn (kurz Rembrandt genannt).

### Gebäude von Pierre Cuypers

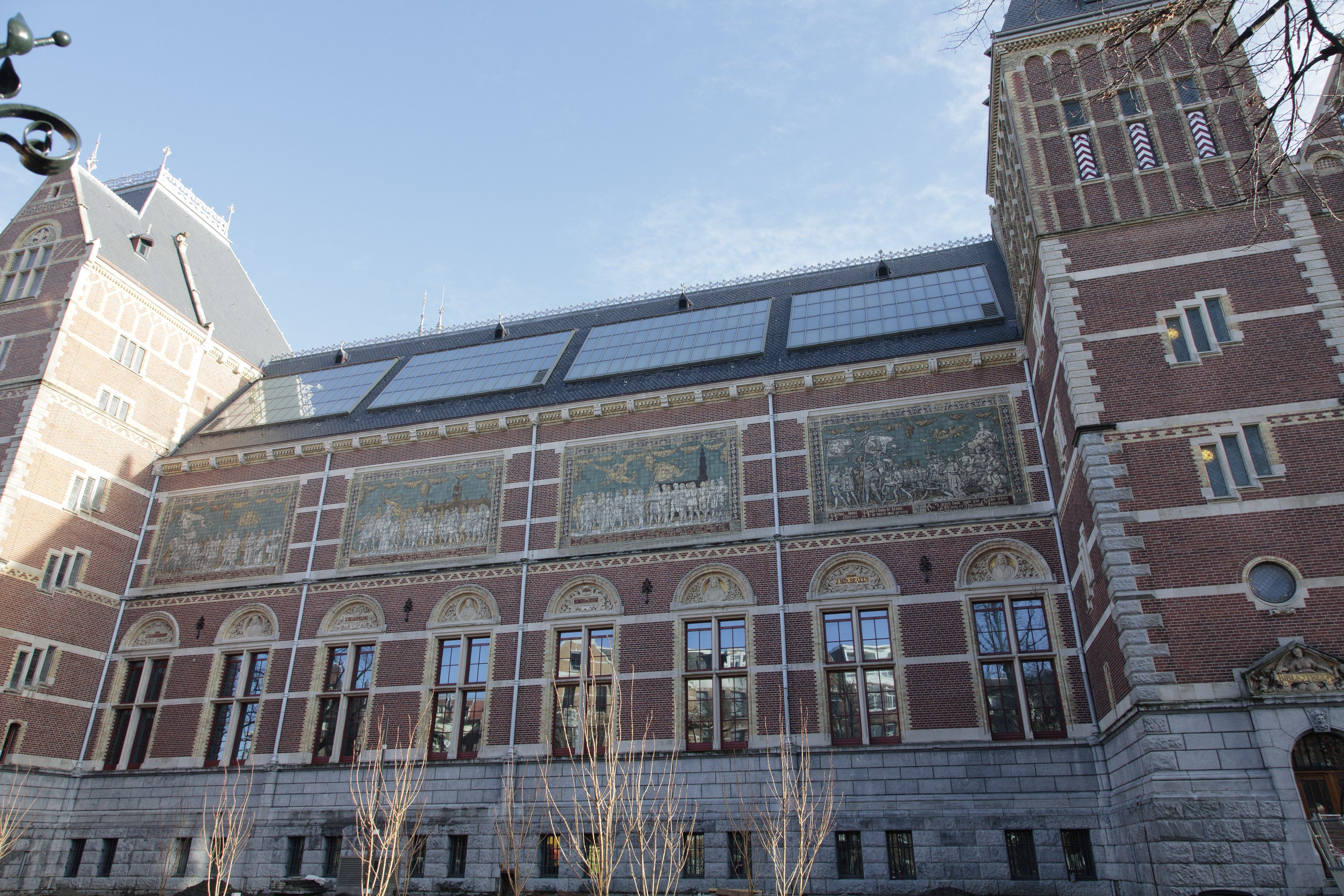
Westseite des Rijksmuseums 2013

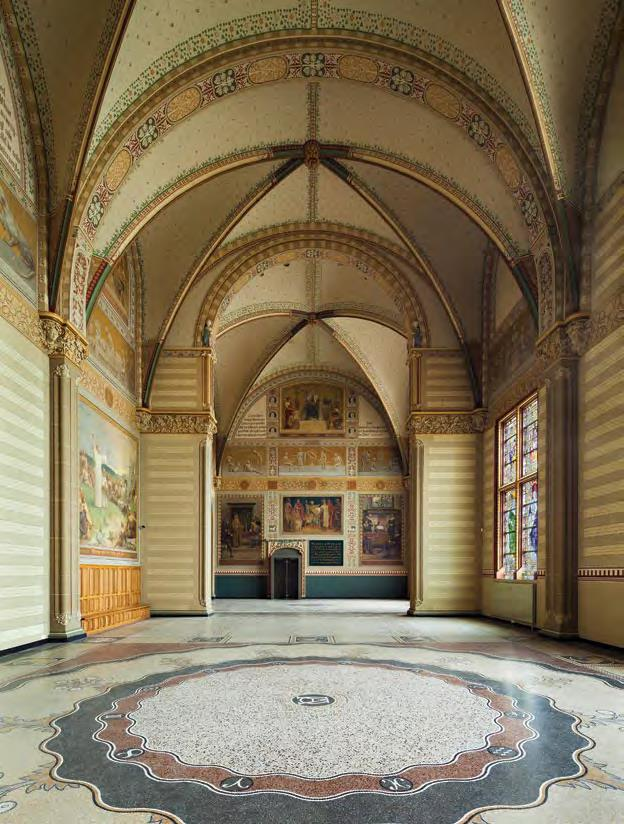
Wiederhergestellte Dekoration der Vorhalle 2013

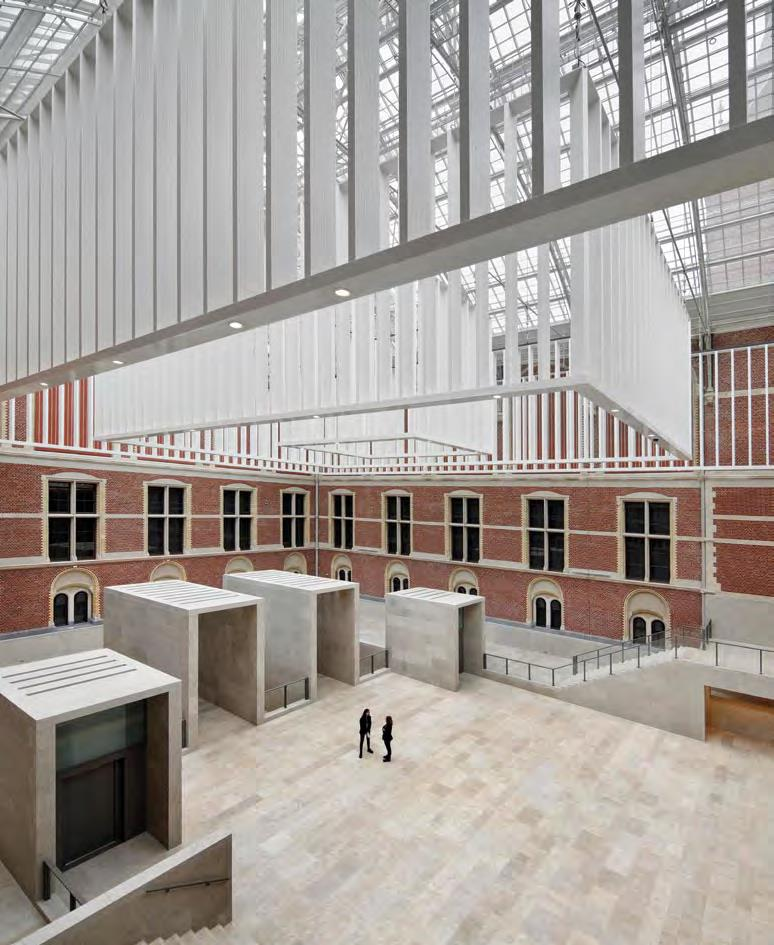
Atrium nach dem Umbau 2013

1863 wurde ein Architektur-Wettbewerb für ein neues Museumsgebäude ausgeschrieben, jedoch blieben die Entwürfe hinter den Erwartungen zurück. Der spätere Architekt Pierre Cuypers nahm ebenfalls an diesem Wettbewerb teil und erreichte damals mit seinem Werk nur den zweiten Platz. Der Entwurf war eine Kombination aus Gotik- und Renaissanceelementen.
Die endgültige Auswahl und der Baubeginn zogen sich bis zum 1. Oktober 1876 hin. Das Gebäude erhielt sowohl von innen als auch von außen reiche Dekorationen, die sich an die niederländische Kunstgeschichte anlehnten. Sie waren in einem zusätzlichen Wettbewerb ausgewählt worden, der von B. van Hove und J. F. Vermeylen für die Skulpturen, Georg Sturm für die Malerei und W. F. Dixon für die Glasgestaltung gewonnen wurde.
Der Neubau wurde schließlich am 13. Juli 1885 eröffnet.
Die Front des Museums ist zur Stadhouderskade gerichtet. Die Rückseite weist in prominenter Lage zum Museumplein, an dem auch das Van Gogh Museum, das Stedelijk Museum Amsterdam und das Concertgebouw liegen.
1890 wurde der Neubau um ein Gebäude ergänzt, das aus abgerissenen historischen Bauten entstand. Die verwendeten Elemente geben einen Überblick über die niederländische Architekturgeschichte.

### Fliesendekoration der Außenfassaden und Dekoration der Ehren- und Vorhalle
14 Fliesenpaneele von Villeroy & Boch auf der West-, Süd- und Ostfassade und 26 hochrechteckige Fliesenpaneele mit Herolden bedeutender niederländischer Kunststädte der Nordfassade und die Wandgemälde der Ehren- und Vorhalle gehen auf Entwürfe des österreichischen Dekorationsmalers Georg Sturm zurück. Die meisten der bunten Wandmalereien wurden zwischen 1903 und 1950 übermalten oder abgenommenen, u. a. 36 Szenen der Vorhalle. Bei der Renovierung 2003 bis 2013 wurden sie wiederhergestellt.

### Renovierungen
Die Halle für die Nachtwache wurde 1906 erneuert. 1960 baute man die Ausstellungsräume und mehrere Flure zu zwei großen Räumen um. Das Gebäude selbst wurde 1984, 1995 und 1996 sowie 2000 kleineren Renovierungen und Restaurierungen unterzogen.
Von 2003 bis 2013 wurde das Museum nach Plänen der andalusischen Architekten Antonio Cruz und Antonio Ortiz erneut renoviert und teilweise entkernt. Viele der alten Innenraum-Dekore wurden dabei wiederhergestellt. Während dieser Maßnahmen waren nur Teile der Gemäldesammlung zugänglich. Die Ausstellung Die Meisterwerke befand sich in den bereits fertigen Räumen des heute „Philips-Flügel“ genannten Gebäudeteils. Die Renovierung sollte ursprünglich bereits 2008 beendet sein. Insbesondere Proteste von Radfahrern, deren Route in den Stadtteil Oud-Zuid über das Gelände verlief, führten zu umfangreichen Umplanungen und Bauverzögerungen. Statt der ursprünglich geplanten Radverkehrsroute um das Museum herum wurde eine Durchfahrt für Fußgänger und den Radverkehr in das Gebäude integriert.
Im Frühjahr 2013 wurde nach zehn Jahren die Renovierung und komplette Umgestaltung des Museums abgeschlossen. Die Wiedereröffnung durch Königin Beatrix – der letzte große öffentliche Auftritt der Monarchin vor ihrer für Ende April geplanten Abdankung – fand am 13. April 2013 statt.
Die Ausstellungsfläche von etwa 14.500 Quadratmetern wurde durch die Renovierung nicht erweitert.

## Bibliothek

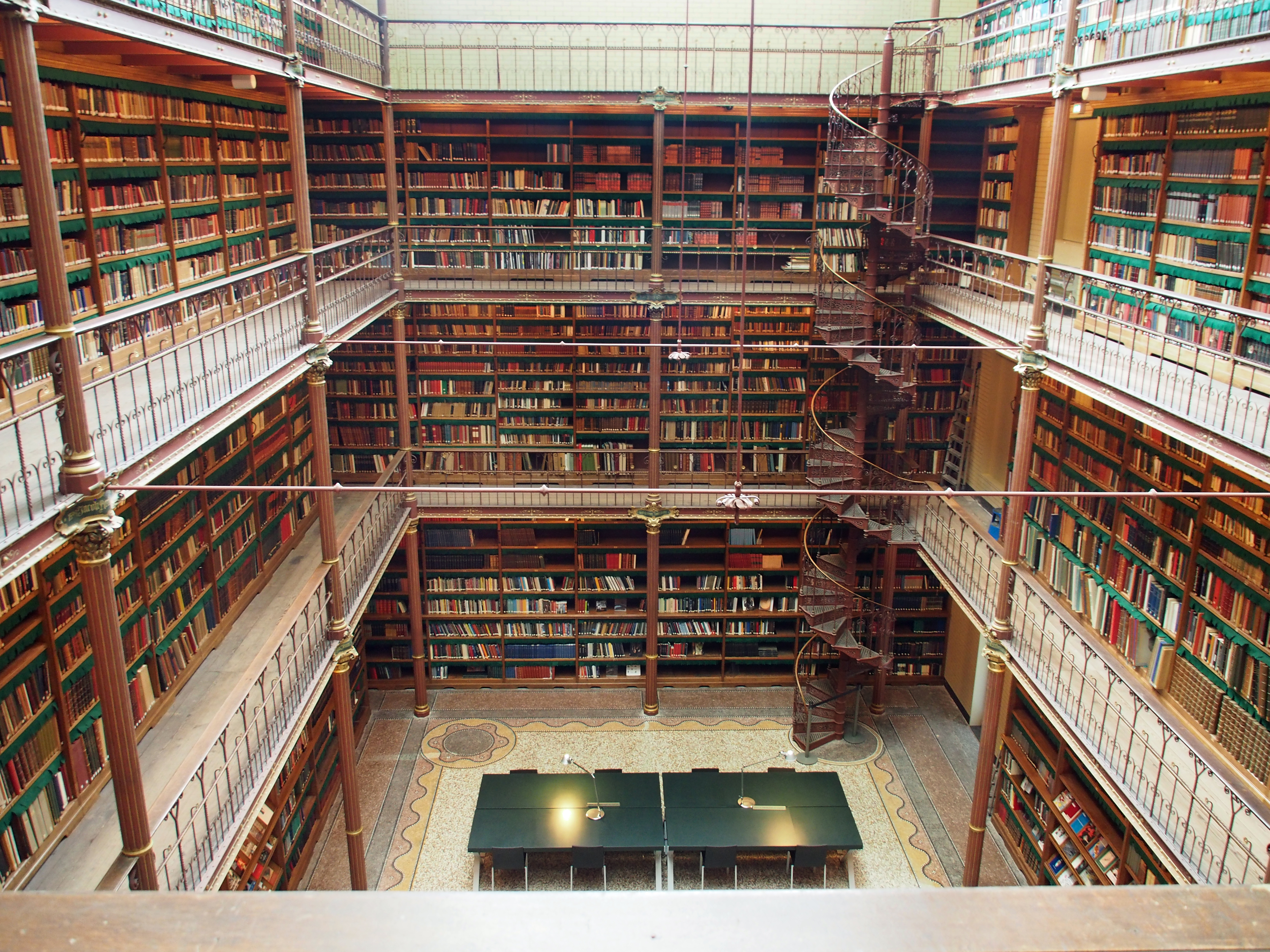
Die Bibliothek im neuen Museumsgebäude (2013)

Das Reichsmuseum unterhält, wie viele andere Museen auch, eine eigene Bibliothek zu Forschungszwecken. Die Rijksmuseum Research Library ist die größte öffentliche Forschungsbibliothek zum Thema Kunstgeschichte in den Niederlanden. Der Webkatalog der Bibliothek umfasst derzeit etwa 140.000 Monografien, 3.200 Fachzeitschriften und 20.000 Kunstverkaufskataloge.
Mit dem Beginn der Renovierungen 2003 befand sich die Bibliothek in der Frans van Mierisstraat 92, ist jetzt aber wieder im Hauptgebäude des Museums untergebracht.

## Die Sammlungen
Die Sammlungen umfassen neben der Malerei und Kunst der Niederlande die niederländische Geschichte, die Kolonialgeschichte der Niederlande und die Kunst in den Kolonialgebieten. Eine Besonderheit stellt der Saal der Marinemodelle (Marinemodellenkamer) mit ungefähr 1600 Objekten dar. Etwa 1 Million Objekte befinden sich im Besitz des Museums, davon werden 8000 ausgestellt.

### Gemälde
Zur Sammlung der Malerei gehören unter anderem Arbeiten von Jacob van Ruysdael, Frans Hals, Jan Vermeer, Jan Steen, Rembrandt van Rijn und Rembrandts Schülern.

#### Rembrandt

Rembrandts Die Nachtwache (1642)

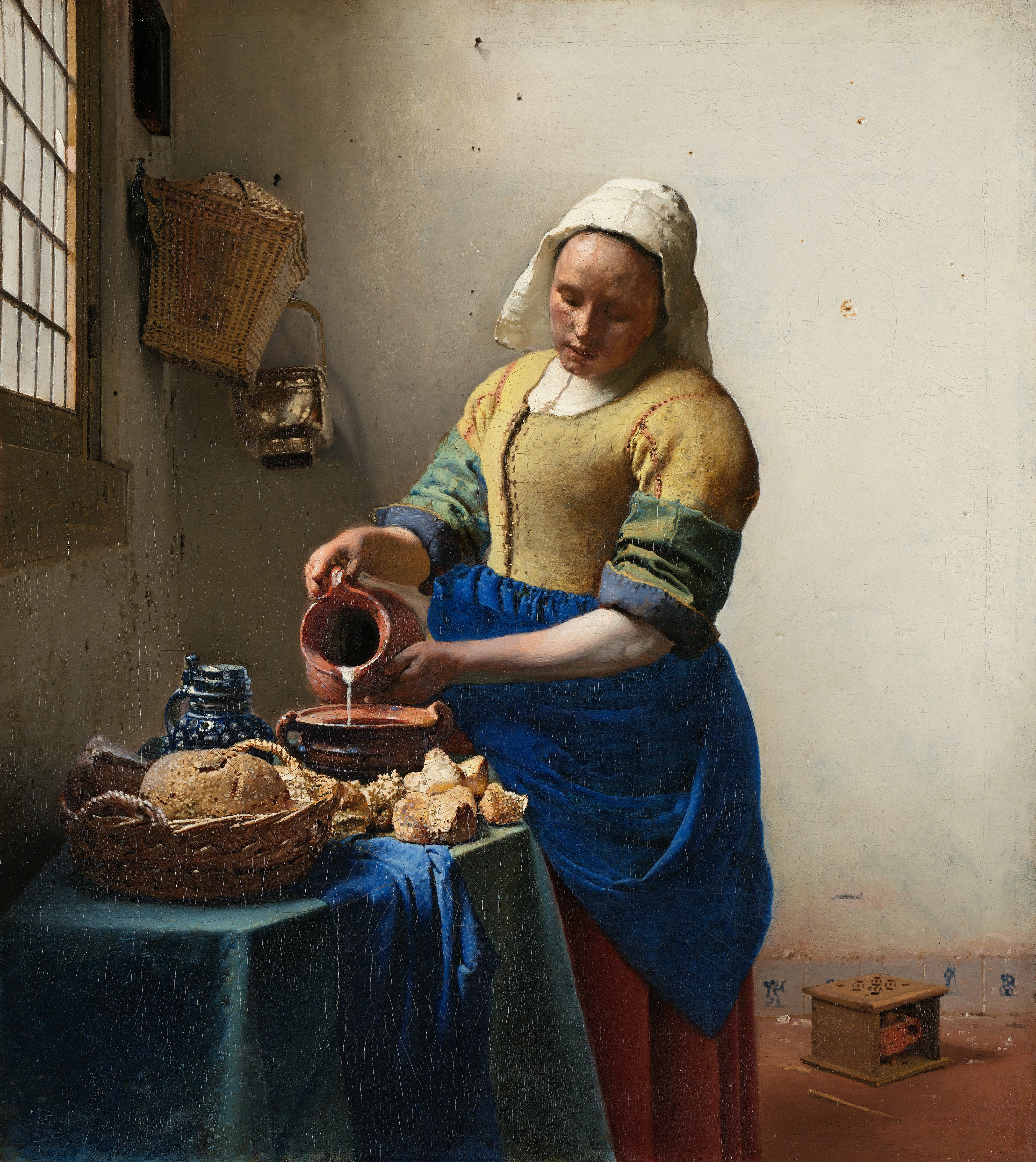
Vermeers Dienstmagd mit Milchkrug (1658–1660)

Die Sammlung umfasst folgende Gemälde von Rembrandt van Rijn:
- Die Nachtwache
- Die Vorsteher der Tuchmacherzunft
- Die Judenbraut
- Apostel Petrus verleugnet Christus
- Jeremia beklagt die Zerstörung Jerusalems
- Saskia mit Schleier
- Titus als Mönch
- Selbstporträt als Apostel Paulus
- Tobias und Anna mit der Ziege

#### Jan Vermeer
Zu Jan Vermeer finden sich folgende Gemälde im Rijksmuseum Amsterdam:
- Dienstmagd mit Milchkrug
- Der Liebesbrief
- Briefleserin in Blau
- Die kleine Straße

#### Frans Hals

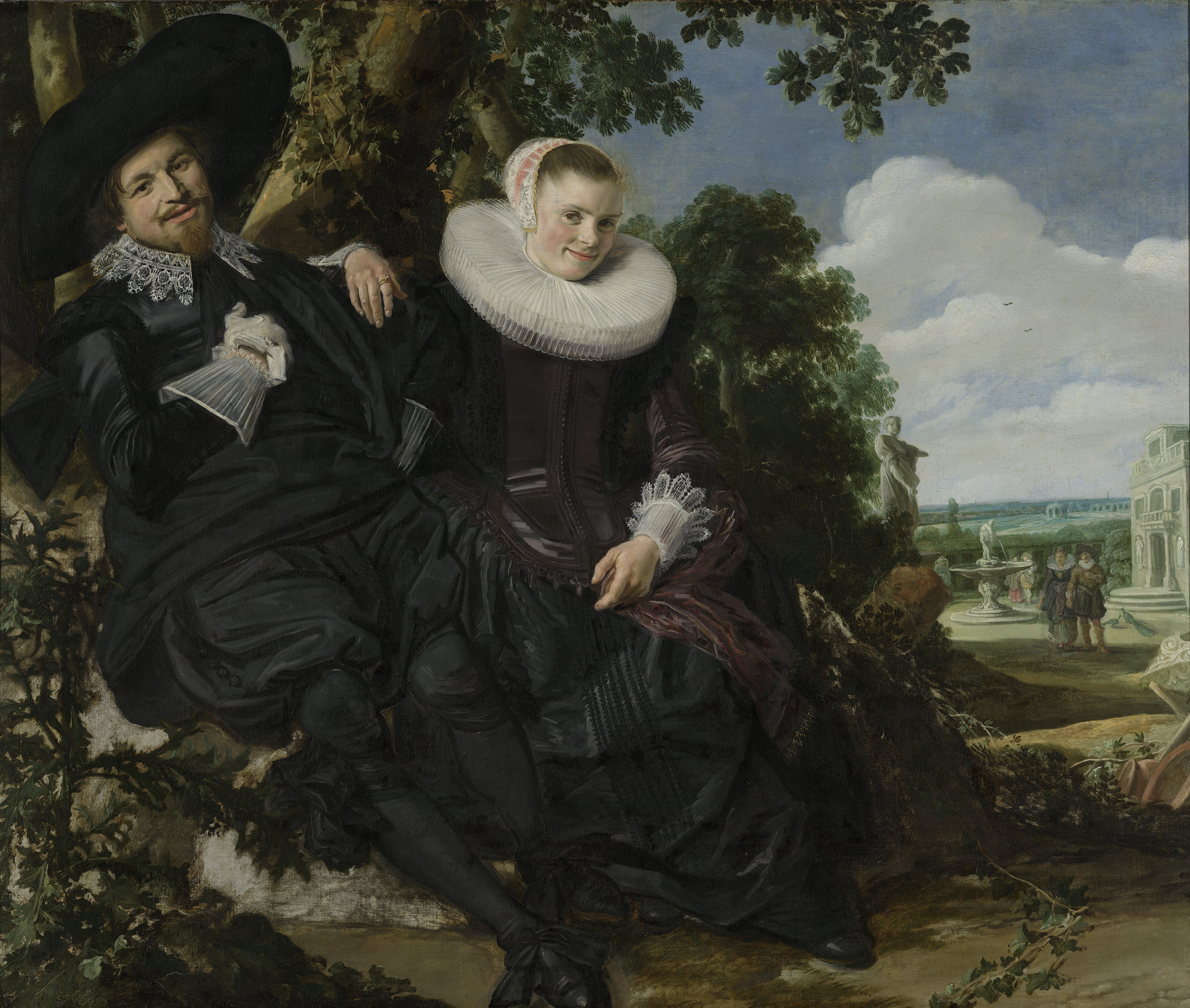
Hals’ Porträt eines jungen Paares

Von Frans Hals befinden sich diese Gemälde in der Sammlung:
- Porträt eines jungen Paares
- Die Kompanie des Reynier Real
- Der fröhliche Trinker
- Porträt des Lucas De Clercq
- Porträt des Nicolaes Hasselaer

#### Jan Steen

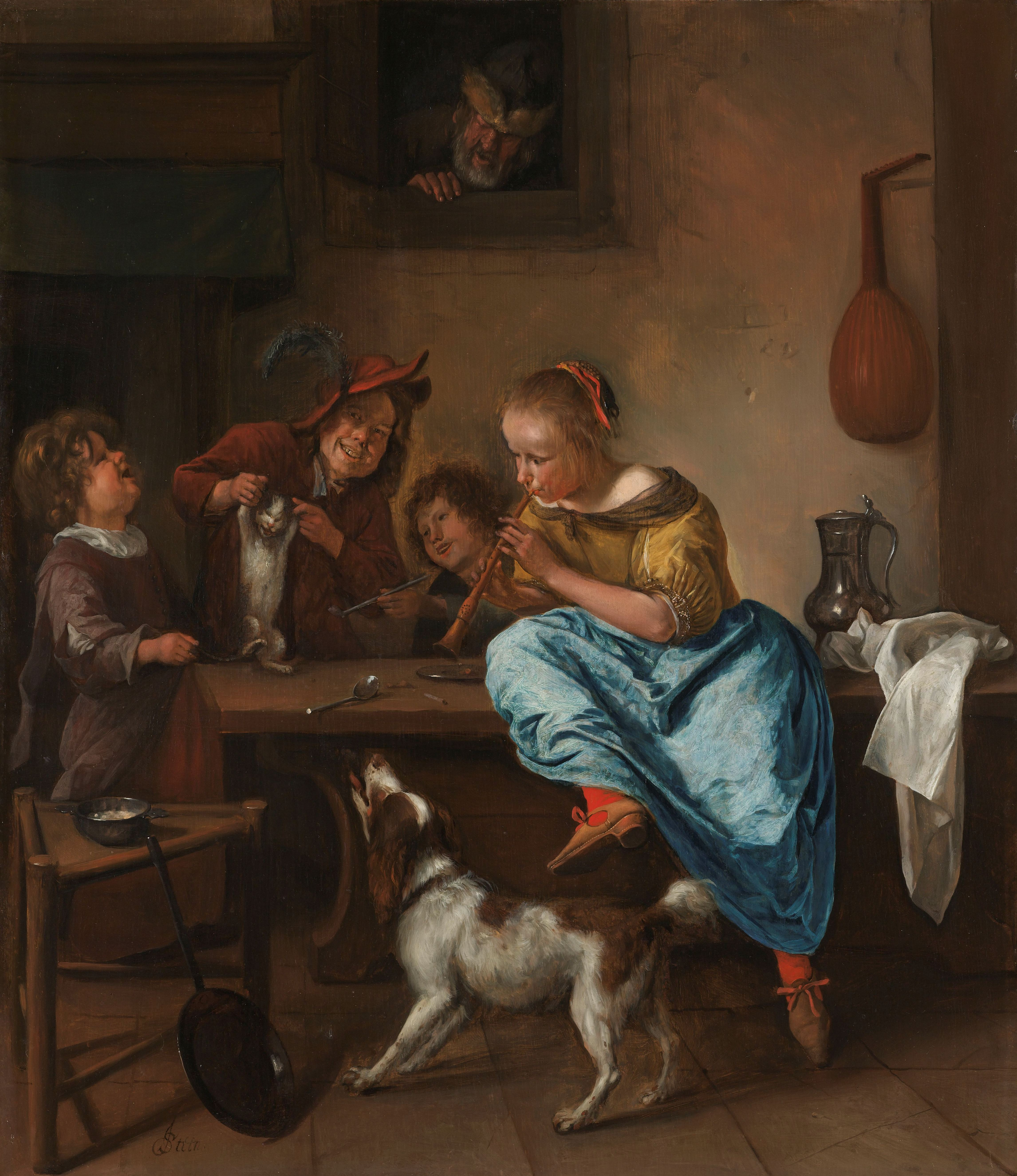
Jan Steens Kinder, die eine Katze lehren, zu tanzen

Vom Maler Jan Steen sind die folgenden Gemälde in der Sammlung vorhanden:
- Das Nikolausfest
- Das betrunkene Paar
- Die Morgen-Toilette
- Adolf und Catharina Croeser
- Arent Oostwaard und seine Frau
- Kinder, die eine Katze lehren, zu tanzen

### Radierungen
- Die drei Kreuze von Rembrandt van Rijn

## Ausstellungen
Vom 10. Februar bis 4. Juni 2023 zeigte das Rijksmuseum die Ausstellung Vermeer, die bisher größte Sonderausstellung zum Werk von Johannes Vermeer. Mit rund 650.000 Besuchern war es die bisher meistbesuchte Sonderausstellung des Museums. 2015 kamen mehr als 520.000 Besucher in die Ausstellung Late Rembrandt, in der das Spätwerk von Rembrandt van Rijn thematisiert wurde. Bereits 1969 hatte Rembrandt mehr als 460.000 Besucher angezogen, als eine Retrospektive zu seinem 300. Todesjahr zu sehen war. Auch Jan Steen erwies sich als Publikumsmagnet. 1996 sahen 355.000 Interessierte eine Werkschau des Künstlers.

## Außenstellen

### Schiphol
Das Rijksmuseum unterhält eine kleine Außenstelle in einem Terminal von Schiphol. Der Eintritt ist frei. Sie wurde am 9. Dezember 2002 vom damaligen Prinzen Willem-Alexander – dem heutigen König – eröffnet. Passagiere, welche die Passkontrolle passiert haben, können hier eine kleine, stets wechselnde Ausstellung besichtigen. Der Flughafen Schiphol ist damit der erste Flughafen mit einer solchen Museumsaußenstelle.

### Huis Trompenburgh
Am 1. September 2006 übernahm das Rijksmuseum die Ausstattung und Verwaltung von Huis Trompenburgh. Neben kleinen Ausstellungen kann das Haus für Konferenzen genutzt werden.